# Куцко, Юлия Николаевна
Юлия Николаевна Куцко (бел. Юлія Мікалаеўна Куцко; род. 18 апреля 1980 года) — казахстанская (до 2002 года — белорусская) волейболистка, игрок сборной Казахстана.

## Биография
Юлия начала играть в волейбол в 1995 году у Анатолия Степашко в минском РУОРе, под его руководством команда выступала на чемпионате Европы для юниоров. В составе минского «Белбизнесбанка» в 2001 году выиграла чемпионат Беларуси, в 2002 году — серебро национального чемпионата.
В 2002 году переехала в Казахстан, начала выступать за «Рахат», вышла замуж и переменила фамилию на Степанову. В составе «Рахата» Юлия стала 3-кратной чемпионкой Казахстана, в 2004 году — победительницей клубного чемпионата Азии. После согласительных процедур стала вызываться в сборную Казахстана, в её составе выиграла серебро на чемпионате Азии (2005) и бронзу на Азиаде (2010), участвовала в финальных турнирах чемпионатов мира 2006 и 2010 годов.
В сезоне-2005/06, выступая в одном из ведущих клубов Польши, «Винярах», выиграла бронзовую медаль национального чемпионата. Вернувшись в Казахстан, 2 раза стала чемпионкой страны в составе «Рахата».
В 2008 году Юлия Куцко выступала за сборную Казахстана на Олимпийских играх в Пекине. В том же году «Рахат» был расформирован, Юлия отправилась в израильский «Хапоэль-Ирони» (Кирьят-Ата), в 2010 году стала чемпионкой Израиля, после чего перешла в бакинский «Локомотив». С 2011 года выступала за «Астану», а в сезоне-2014/15 — за «Минчанку», с которой стала серебряным призёром чемпионата Беларуси.

## Вне площадки
Имеет высшее образование по специальности «эксперт-оценщик недвижимости» и среднее специальное по специальности «тренер по волейболу».